# Solid Converter PDF
Solid Converter PDF（ソリッド コンバーター PDF）は、Solid Documents が開発したドキュメント再構築ソフトウェアで、PDFファイルを編集可能な形式に変換することを主な目的としています。最初はMicrosoft Windows向けにリリースされ、2010年にはMac OS X版も追加されました。現在のバージョンは、Windows向けのSolid Converter PDF 9.0、およびMac向けのSolid PDF to Word 2.1です。本ソフトウェアに使用されているSolid Framework SDKは、アドビがAcrobat Xに採用しています。

## 歴史
2004年初頭にリリースされたバージョン2では、編集やアクセス困難なPDFファイルからコンテンツを再取得する機能に重点が置かれていると評価されました。2008年5月にリリースされたバージョン4では、従来のウィザード形式のインターフェースから、WYSIWYG形式のユーザーインターフェースに移行し、PDFを直接編集可能になりました。2010年12月にリリースされたバージョン7では、テーブル編集、ワークフロー改善、テキストマーキングの復元、PDFから.csv形式への抽出、選択的変換など、いくつかの新機能が追加されました。2013年初頭にリリースされたバージョン8.0では、簡素化されたユーザーインターフェースや、Microsoft Wordリボンアドインが追加され、スキャンしたPDFを簡単にWordに変換できるようになりました。また、マルチコアプロセッサを活用し、バッチ処理や時間のかかるOCRのパフォーマンスが向上しました。2014年6月にリリースされたバージョン9.0では、スキャンされたPDFからMicrosoft Excelへのデータ復元が追加されました。

## 機能
Solid Converter PDFは、Microsoft Word（.docx、.doc）、.rtf、Microsoft Excel（.xlsx）、.xml、Microsoft PowerPoint（.pptx）、.html、.txtなどの形式への変換をサポートしています。また、PDFファイルを編集可能なドキュメント形式に変換するだけでなく、プログラム内で直接PDFを編集することもできます。変換中にレイアウトやフォーマットを保持し、シンプルで使いやすいインターフェースを重視しています。

## Mac OS X版
2010年4月に、Solid DocumentsはMac OS X向けの初の製品であるSolid PDF to Word for Macをリリースしました。2014年11月には、OS X 10.10（Yosemite）へのサポートを含むアップデート版がリリースされました。
この製品は、Windows版のSolid Converter PDFと多くの共通機能を持ち、WordやExcel形式への変換、ページレイアウトの保持、OCR、およびバッチ変換が可能です。しかし、Windows版とは異なり、Solid PDF to Word for MacではiWork Pages形式への変換が可能であり、WYSIWYGエディタではなく、初期のSolid Converter PDFに似た「ファイルを開く」ダイアログインターフェースを使用しています。